# JUST BECAUSE
『JUST BECAUSE』（ジャスト・ビコーズ）は、J-WALK初のセルフカバー・アルバム。1987年12月21日にBOURBON RECORDSから発売された。

## 概要
前作「終わりのない夏」から5ヶ月振りに発売。
初のセルフカバー・アルバムとして発売され、「Jay-Walk」「Jay-Walk'」「SENTIMENTAL ROAD」の3枚から選曲。新曲以外はオリジナルとアレンジが異なる。今作発売前に「JUST BECAUSE」「JOE」が先行シングルでリリース。

## 収録曲
（全編曲：J-WALK）
1. 夕陽にgood-bye (TWILIGHT ON TWILIGHT)
作詞：YABU、作曲：長島進
2枚目のシングル。アルバム「Jay-Walk'」収録曲。
2. 俺のv-twin
作詞：YABU、作曲：杉田裕
アルバム「SENTIMENTAL ROAD」収録曲。
3. 週末の恋人たち (For weekend lovers)
作詞：トシ・スミカワ、作曲：知久光康
アルバム「SENTIMENTAL ROAD」収録曲。
後にシングル「JOURNEY MAN」のB面としてシングルカットされた。
4. 霧のジェット・プレーン
作詞：海里杜司、作曲：中村耕一
アルバム「Jay-Walk」収録曲。
5. JOLLY NIGHT IS GONE
作詞：海里杜司、作曲：知久光康
アルバム「Jay-Walk」収録曲。
6. 凍てついた街
作詞：相模暁、作曲：杉田裕
新曲。
7. JUST BECAUSE
作詞：YABU、作曲：杉田裕
11枚目のシングル。アルバム「Jay-Walk」収録曲。
8. JUGSAW AFTERNOON
作詞：海里杜司、作曲：知久光康
アルバム「Jay-Walk」収録曲。
9. JOE
作詞：YABU、作曲：田切純一
11枚目のシングルのB面。アルバム「Jay-Walk」収録曲。
10. JUST BECAUSE (KARAOKE)
11. THEME OF "JAY-BIRD" (INST)